# Łukasz Pisarczyk
Łukasz Marek Pisarczyk – polski prawnik, specjalista w zakresie prawa pracy, profesor nauk społecznych w dyscyplinie nauki prawne, w latach 2001-2022 zatrudniony na Uniwersytecie Warszawskim, prodziekan Wydziału Prawa i Administracji Uniwersytetu Warszawskiego w kadencji 2016–2020. Od 2018 roku zatrudniony na Wydziale Prawa i Administracji Uniwersytetu Śląskiego w Katowicach.

## Życiorys
W 1998 ukończył studia prawnicze na Wydziale Prawa i Administracji Uniwersytetu Warszawskiego. W 2001 na podstawie rozprawy pt. Przejście zakładu pracy na innego pracodawcę otrzymał na macierzystym wydziale stopień naukowy doktora nauk prawnych w zakresie prawa, specjalność: prawo pracy. Tam też w 2009 na podstawie dorobku naukowego oraz rozprawy pt. Ryzyko pracodawcy uzyskał stopień doktora habilitowanego nauk prawnych w zakresie prawa, specjalność: prawo pracy. Został profesorem nadzwyczajnym UW (od 2019 stanowisko profesora uczelni UW) zatrudnionym w Instytucie Nauk Prawno-Administracyjnych WPiA UW. W 2016 został prodziekanem Wydziału Prawa i Administracji UW. W 2024 prezydent RP nadał mu tytuł naukowy profesora nauk społecznych w dyscyplinie nauki prawne. Objął stanowisko profesora na Uniwersytecie Warszawskim. 
Jest prawnikiem w kancelarii prawniczej „Raczkowski”.